# Epipagis pictalis
Epipagis pictalis là một loài bướm đêm trong họ Crambidae.